# Kishonti Informatics
Kishonti Informatics LP — расположенная в Будапеште (Венгрия) компания, занимающаяся разработкой различных тестов производительности (бенчмарков) для мобильных устройств и предоставлением сопутствующих услуг. Наиболее известна как создатель серии тестов JBenchmark для определения производительности Java ME.

## JBenchmark
JBenchmark 1.0 был первым тестом, выпущенным компанией, продуктом, который принес ей мировую известность. Тест базировался на MIDP 1.0 и поэтому работал практически на любом телефоне. В 2004 году вышла новая версия теста — JBenchmark 2.0, базирующаяся на MIDP 2.0 . В настоящее время (2008) доступно 9 пакетов тестов для различных подсистем телефона.
На сайте ведется база результатов тестирования телефонов. В ней содержится более 1500 устройств. Большая часть данных открыта, но часть доступна только по платной подписке .

## GLBenchmark
В 2006 году компания выпустила GLBenchmark — бенчмарк OpenGL ES для платформ, отличных от Java (Brew, Linux, Symbian, Windows Mobile). Тест и его сайт работают по той же модели, что и JBenchmark. В 2008 году компания представила GLBenchmark 2.0 — версию теста, основанную на новом стандарте трехмерной графики для мобильных устройств, OpenGL ES 2.0 .

## Плагин M3GExport
Компанией разработан плагин к популярному пакету трехмерной графики, Maya. Плагин позволяет экспортировать сложные анимированные трехмерные сцены в формат M3G, стандартный формат трехмерной графики Java ME.
Плагин является кроссплатформенным, доспупен для Windows, Linux, Mac OS.
Доступны две версии плагина: базовая бесплатная, и платная со сложными (по заявлению производителя) возможностями оптимизации.

## База трехмерных игр
Компания создала и поддерживает сайт Mobile3DGames с базой трехмерных игр для самых разных мобильных платформ: Brew, Gizmondo, Java ME, N-Gage, Nintendo DS, Sony PSP.